# Puntilla

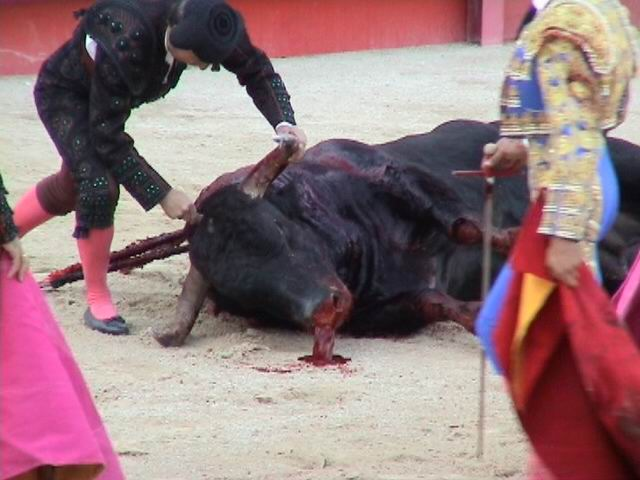
Puntillero clavant la puntilla al clatell del toro

La puntilla és una daga amb fulla curta i ample destinada a donar mort el toro després de l'estocada (possiblement seguida del descabello) en una corrida de toros. La puntilla és clavada per un dels peons de la quadrilla del matador, anomenat per la circumstància «puntillero». Intervé en la fase final de la lídia després de l'estocada o, eventualment, del descabello.

## Descripció
La puntilla també es diu cachete. Actualment la seva fulla té entre 10 i 15 cm. El puntillero la clava entre la base del crani i l'inici de la columna vertebral de l'animal, per tal de lesionar el cerebel i l'inici de la medul·la espinal.
L'acció del puntillero ve després de la lídia, en un moment en què teòricament només serveix per garantir la mort efectiva de l'animal (el cop de gràcia) després de l'estocada o del descabello per evitar els moviments reflexos del cadàver. No obstant això, sovint passa que el toro debilitat segueix sent conscient en aquesta etapa. En aquest cas, si el puntillero no aconsegueix clavar la puntilla, el toro es pot posar dempeus i iniciar la ira de la multitud, obligant el torero a descabellar-lo.
En el llenguatge popular del món taurí, l'expressió «aixecar-se sota la puntilla» s'utilitza per a dir que no es pot romandre al llit perquè s'ha d'anar a treballar. L'expressió «donar la puntilla» s'utilitza per referir-se a l'esdeveniment o circumstància que provoca el fracàs definitiu d'una cosa que ja havia començat a fracassar.

## Història
L'ús, la forma i les dimensions de la puntilla van definides per Paquiro en el seu gran tractat taurí Tauromàquia completa, escrita pel cronista taurí Santos López Pelegrín. Segons els termes de l'època, es mesurava en pulgadas (polzades) per l'amplada de la fulla, i en tercias (peus) per a la longitud. Avui en dia, l'arma mesura de mitjana entre 10 i 15 cm.
Al segle xix i principis del segle xx, encara hi havia una varietat de puntilleros molt hàbils que van convertir el seu gest en un acte de circ, llançant la puntilla des de la distància mentre girava sobre ella abans de clavar-se al bulb raquidi del toro. Aquest llançament s'anomenava ballestilla.
Abans de l'arribada del peto, la puntilla també es feia servir per donar mort els cavalls malferits.

## Crítiques
Des de l'any 2006, l'Organització Mundial de Sanitat Animal no permet l'ús de la puntilla com a mètode d'atordiment per considerar-lo inhumà. La raó d'aquesta prohibició va ser la preocupació que els animals podrien estar conscients durant i després de l'aplicació de cop de gràcia. No obstant això encara s'utilitza en alguns països.